# Chaînon Fairweather
Le chaînon Fairweather est un massif montagneux situé entre l'Alaska aux États-Unis et la Colombie-Britannique au Canada. Il constitue l'extrémité méridionale de la chaîne Saint-Élie.
Sa partie la plus septentrionale est située dans le parc provincial de Tatshenshini-Alsek, tandis que sa partie sud se trouve dans le parc national de Glacier Bay. Le mont Fairweather, culminant à 4 671 m d'altitude, en est le point le plus élevé.

## Principaux sommets

Vue panoramique du chaînon Fairweather.

- Mont Fairweather, 4 671 m
- Mont Quincy Adams, 4 133 m
- Mont Root, 3 928 m
- Mont Crillon, 3 879 m
- Mont Watson, 3 809 m
- Mont Salisbury, 3 709 m
- Lituya Mountain, 3 634 m
- Mont Wilbur, 3 298 m
- Mont La Pérouse, 3 270 m
- Mont Orville, 3 199 m
- Mont Bertha, 3 110 m